# Inflikted
Inflikted ist das Debütalbum von Cavalera Conspiracy. Es erschien am 24. März 2008 bei Roadrunner Records und ist das erste Album, das die Cavalera-Brüder seit Roots 1996 zusammen aufnahmen.

## Geschichte
Das Album wurde hauptsächlich von Max Cavalera geschrieben, nur bei Black Ark war sein Bruder Igor Cavalera und bei Ultra-Violent Bassist Joe Duplantier, vorher bei Gojira, beteiligt. Bei dem letztgenannten Stück spielte zudem Rex Brown von Pantera bzw. Down mit. Bei Black Ark übernahm Max Cavaleras Stiefsohn Ritchie Cavalera den Gastgesang.

## Kritik und Erfolg
Die Kritiken fielen im Wesentlichen positiv aus. Eduardo Rivadavia schrieb bei Allmusic, gemessen an dem insgesamt hohen Qualitätsstandard des Albums sei Cavalera Conspiracy eine lange Lebensdauer vorherzusagen. Die Seite vergab 4 von 5 Sternen. Das Album erreichte sowohl in Österreich wie in Deutschland Platz 27 der Charts. In den USA erreichte es Platz 72.

## Titelliste
1. Inflikted – 4:32
2. Sanctuary – 3:23
3. Terrorize – 3:37
4. Black Ark – 4:54
5. Ultra-Violent – 3:47
6. Hex – 2:37
7. The Doom of All Fires – 2:12
8. Bloodbrawl – 5:41
9. Nevertrust – 2:23
10. Hearts of Darkness – 4:29
11. Must Kill – 5:56